# 阿沃库尔
阿沃库尔（法語：Avocourt，法語發音：[avɔkuʁ]）是法国默兹省的一个市镇，位于该省西部偏北，属于凡尔登区。

## 地理
阿沃库尔（49°12'25"N, 5°8'33"E）面积14.66 平方千米，位于法国大東部大區默兹省，该省份为法国西北部内陆省份，北与比利时接壤，西接马恩省和阿登省，南至上马恩省和孚日省，东临默尔特-摩泽尔省。
与阿沃库尔接壤的市镇（或旧市镇、城区）包括：欧布雷维尔、谢皮、阿戈讷地区埃讷、马朗库尔、阿戈讷地区蒙福孔、蒙采维尔、沃夸、韦里。

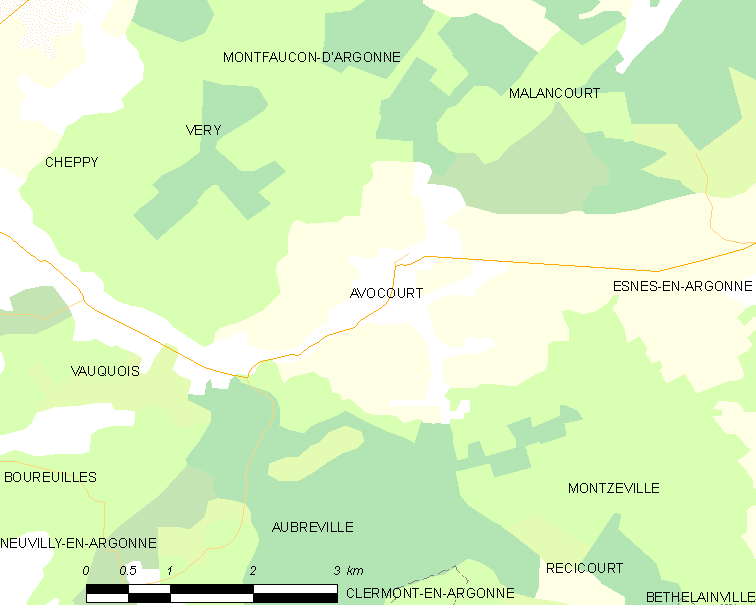
阿沃库尔的OSM定位图

阿沃库尔的时区为UTC+01:00、UTC+02:00（夏令时）。

## 行政
阿沃库尔的邮政编码为55270，INSEE市镇编码为55023。

## 政治
阿沃库尔所属的省级选区为阿戈讷地区克莱蒙县。

## 人口

1962-2008年间阿沃库尔人口变化图示

阿沃库尔于2022年1月1日时的人口数量为121人。